# アデアビレッジ (オレゴン州)
アデアビレッジ（英: Adair Village）は、アメリカ合衆国オレゴン州ベントン郡に属する市。2000年国勢調査の時点における人口は536人であり、2007年における推定人口は930人である。コーバリス大都市統計地域の一部を形成する。

## 歴史
アデアビレッジの市名は、第二次世界大戦中に使用された軍事施設キャンプ・アデアの名に由来する。戦後キャンプは施設は閉鎖され、ほとんどの建物は除去されたが病院だけは残った。病院は1946年、オレゴン州立大学に貸与され、学生と教員の住居に用いられた。翌年の1947年、大学は病院を集合住宅に変え、地域政府が設立され、アデアビレッジ郵便局が設置された。戦後の入学ブームが落ち着くと、オレゴン州立大学は同建物の賃借をやめ、アメリカ合衆国空軍がその土地を引き継ぎ、レーダー基地を設置した。アデアビレッジ郵便局は1951年に閉鎖され、アデア空軍基地郵便局がその後を引き継ぎ、1961年から1969年まで用いられた。その後、空軍がその土地を売却すると、個人住宅が市場に出された。1976年にはアデアビレッジ市が成立した。アデアビレッジ市庁舎は、もともと第二次世界大戦中に用いられた建物を利用している。

## 地理
アメリカ合衆国国勢調査局の調べによれば、アデアビレッジ市の総面積は0.6 km²（0.2 mi²）であり、その全域が陸地である。

## 人口動態
2000年の国勢調査では、市の人口は536人で、170世帯、140家族が暮らしていた。人口密度は2,250.3/mi2（862.3/km2）だった。755.7/sq mi（289.6/km²）の平均密度に180軒の住宅が建っている。人種構成は、白人87.87%、アジア系1.31%、アフリカン・アメリカン0.75%、先住民2.43%、太平洋諸島系1.49%、その他の人種1.12%、および混血5.04%である。人口の4.48%はヒスパニックまたはラテン系だった。
170世帯のうち、52.4%が18歳未満の子供と一緒に生活しており、64.1%は夫婦で生活している。12.9%は未婚の女性または寡婦が世帯主であり、17.1%は結婚していない。17.1%は1人以上の独身の居住者が住んでおり、2.4%は65歳以上で独身である。1世帯の平均人数は3.15人であり、結婚している家庭の場合は、3.40人である。

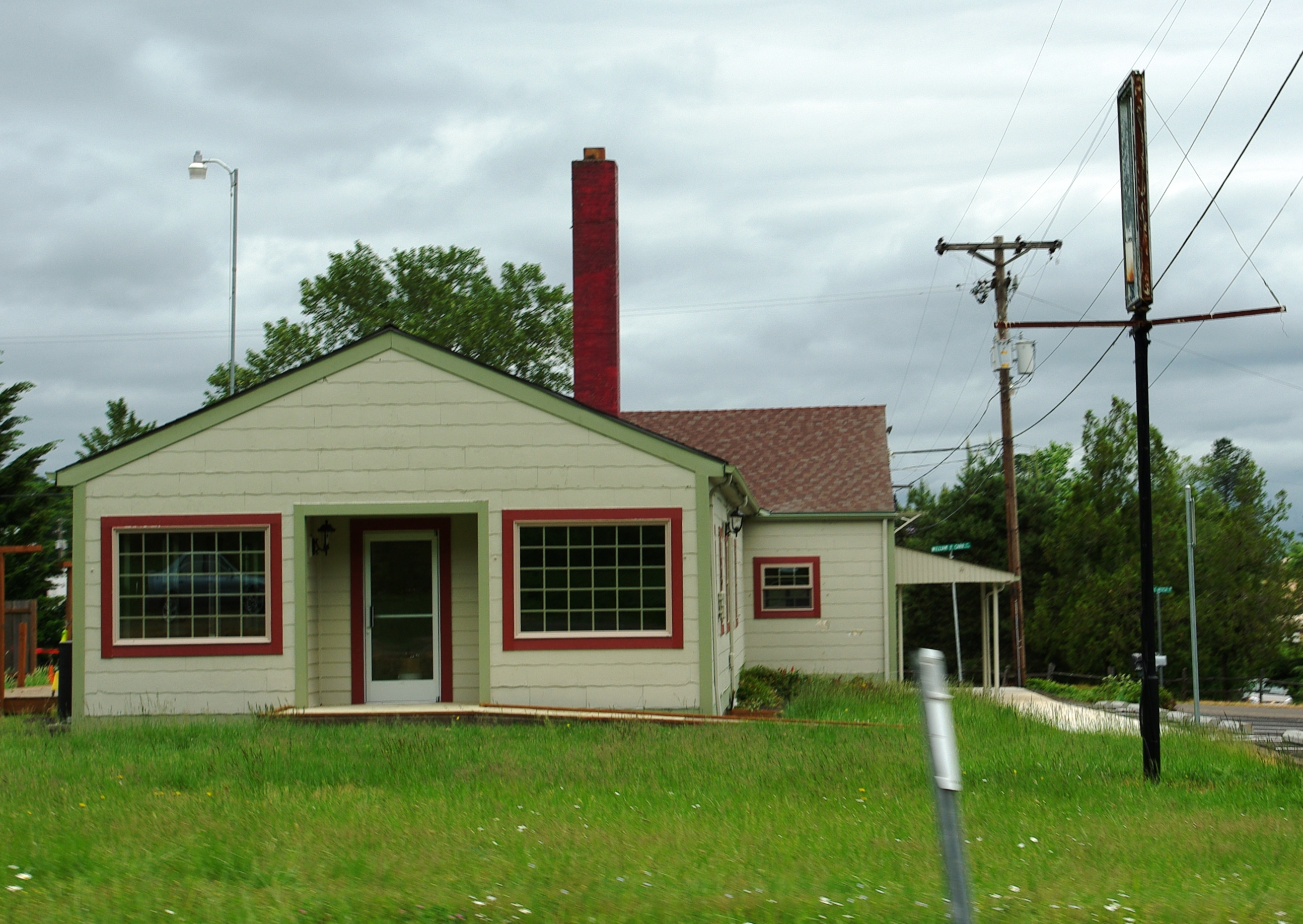
アデアビレッジの建物Building in Adair Village

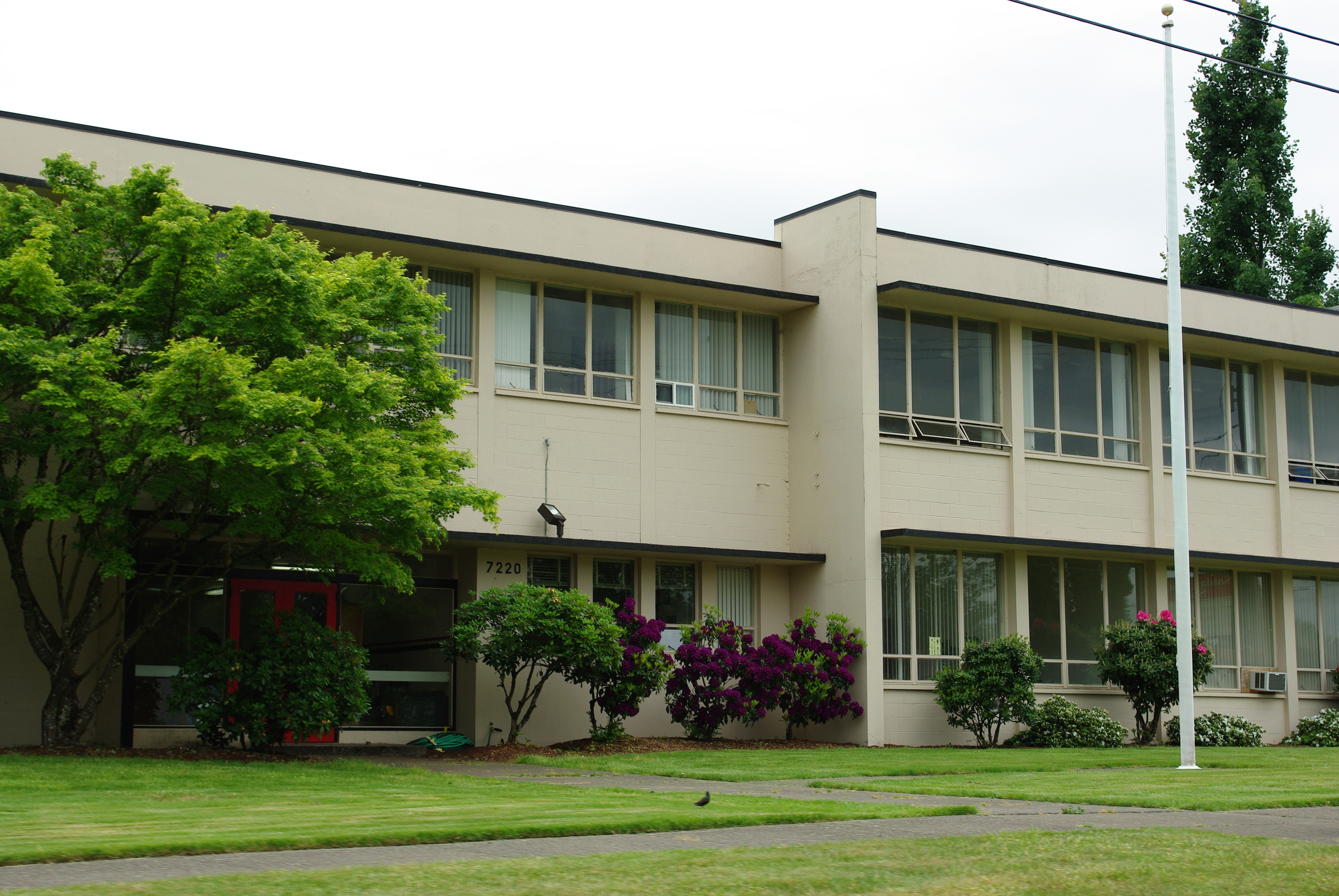
アデアビレッジのサンティアム・クリスチャン・スクール

市の住民は35.4%が18歳未満の未成年、18歳以上24歳以下が9.5%、25歳以上44歳以下が32.8%、45歳以上64歳以下が19.0%、および65歳以上が3.2%にわたっている。中央値年齢は28歳である。女性100人ごとに対して男性は98.5人である。18歳以上の女性100人ごとに対して男性は87.0人である。
この都市の世帯ごとの平均的な収入は49,000米ドルであり、家族ごとの平均的な収入は51,667米ドルである。男性は38,750米ドルに対して女性は29,286米ドルの平均的な収入がある。この地域の一人当たりの収入 (per capita income) は16,311米ドルである。人口の9.0%および家族の6.4%は貧困線以下である。全人口のうち18歳未満の9.8%および65歳以上の0.0%は貧困線以下の生活を送っている。

## 名所
オレゴン州野生生物局が管理するE・E・ウィルソン野生生物地域が市の北端にある。